# Arsenal VB-10
L'Arsenal VB 10 est un chasseur lourd français de la Seconde Guerre mondiale. Dessiné en 1938 par l’ingénieur général de l'Air Marius Vernisse, assisté de l’ingénieur Badie (Initiales VB pour Vernisse-Badie), le prototype ne put être achevé avant l'armistice du 22 juin 1940. Il ne prit donc l'air qu'une fois la guerre terminée et resta au stade expérimental.

## Origine
En 1938, l’Arsenal de l'aéronautique reçut commande d’un chasseur lourd destiné à l'Armée de l'air et l'Aéronavale. Or, faute de pouvoir disposer de moteurs de 2 000 ch pour équiper un projet de quadrimoteur transatlantique, l’ingénieur Vernisse avait étudié en 1937 la possibilité de monter en tandem deux 12 cylindres en V Hispano-Suiza de 1 000 ch entraînant des hélices contrarotatives. Cette idée fut reprise sur le projet du futur chasseur, développé en collaboration avec l’ingénieur Badie (d’où les initiales VB).

## Description
Le VB-10 se présentait comme un monoplan monoplace à aile basse cantilever et train classique escamotable, avec des allures de monomoteur puisqu’il était entraîné par deux moteurs 12 cylindres en V Hispano-Suiza montés en tandem dans le fuselage, entraînant des hélices contrarotatives. Le pilote était installé entre les deux moteurs et l’armement prévu très impressionnant pour l’époque : 4 canons de 20 mm et 6 mitrailleuses de voilure. Outre sa motorisation, le VB-10 s'annonçait comme un appareil moderne et ambitieux, construit entièrement en alliages légers. Mais la France manquant d’aluminium, il fut décidé en 1939 de modifier la structure de l’appareil afin qu’une partie de la cellule puisse être réalisée en bois.

## Victime des événements
La décision de construire un avion en matériaux non stratégiques engendra du retard dans la réalisation du prototype et, bien qu’une commande de 40 appareils ait été établie en mai 1940, le VB-10 n’avait pas pris l’air au moment de l’Armistice de 1940. 
En avril 1942, le RLM autorisera les autorités de Vichy à reprendre la mise au point du groupe-moteur, mais Michel Vernisse fut arrêté par les Allemands pour manque de collaboration et le banc d’essais volant du moteur détruit par un bombardement allié à Lyon-Bron le 30 avril 1944.
Remis en chantier en juillet 1944, le VB 10 no 01 effectua son premier vol le 7 juillet 1945 piloté par Modeste Vonner, avec deux Hispano-Suiza 12Y-31 de 860 ch. Le 22 décembre 1945 le prototype atteignit 490 km/h, justifiant une commande de 200 exemplaires à produire par la SNCAN à Méaulte.

## Un programme catastrophe
Le second prototype fut motorisé avec des moteurs Hispano-Suiza HS 12Z12/13 de 1 150 ch, et prit l'air le 21 septembre 1946. Il fut suivi le 3 novembre 1947 du premier avion de série, équipé de moteurs HS 12Z Ars 15/16. Ces moteurs Hispano-Suiza produits après guerre se montrèrent rapidement décevants : Pannes à répétition et problèmes de surchauffe des moteurs entraînèrent dans un premier temps la réduction de la commande à 50 exemplaires. Le 10 janvier 1948, le prototype 02 prit feu en vol dans le sud de la région parisienne. Son pilote, Pierre Decroo, parvint à éviter que l’appareil ne s’écrase sur une zone habitée avant de sauter en parachute mais il fut gravement brûlé. Le 15 septembre 1948, le pilote Koechlin périt carbonisé à bord du troisième exemplaire de série. Ce fut le dernier avion à voler. Cet accident entraîna l’annulation du programme le 21 septembre suivant et l’envoi à la ferraille des appareils construits (5 au total) ou en cours de production.